# Onchoporella buskii
Onchoporella buskii är en mossdjursart som först beskrevs av Harmer 1923.  Onchoporella buskii ingår i släktet Onchoporella och familjen Calwelliidae. Inga underarter finns listade i Catalogue of Life.